# El Pozole, San Ignacio
El Pozole är en ort i Mexiko.   Den ligger i kommunen San Ignacio och delstaten Sinaloa, i den centrala delen av landet, 900 km nordväst om huvudstaden Mexico City. El Pozole ligger 5 meter över havet och antalet invånare är 125.
Terrängen runt El Pozole är platt åt nordväst, men åt nordost är den kuperad. Havet är nära El Pozole åt sydväst. Runt El Pozole är det ganska tätbefolkat, med 134 invånare per kvadratkilometer. Närmaste större samhälle är El Patole, 17,2 km nordväst om El Pozole. I omgivningarna runt El Pozole växer i huvudsak lövfällande lövskog.